# تپه سید خلیل
تپه سید خلیل مربوط به دوره نوسنگی - عصر آهن - دوره اشکانیان - سده‌های میانه دوران‌های تاریخی پس از اسلام است و در شهرستان کرمانشاه، بخش کوزران، دهستان سنجابی، ۱/۵ کیلومتری شرق روستای خورنه سفلی واقع شده و این اثر در تاریخ ۲۷ اسفند ۱۳۸۶ با شمارهٔ ثبت ۲۲۴۲۲ به‌عنوان یکی از آثار ملی ایران به ثبت رسیده است.